# Joyce Peak
Der Joyce Peak ist ein mehr als 1400 m hoher Berggipfel im nordzentralen Teil der antarktischen Ross-Insel. Er ragt westlich der Hauptgipfel des Giggenbach Ridge und 8,5 km südsüdöstlich des Wyandot Point auf.
Das Advisory Committee on Antarctic Names benannte ihn im Jahr 2000 nach Karen Joyce vom Unternehmen Antarctic Support Associates, die ab 1990 an zehn Einsätzen auf der McMurdo-Station beteiligt und dabei für die Computer im Albert P. Crary Science and Engineering Center zuständig war.